# 田野町 (宮崎県)
田野町（たのちょう）は、2005年12月31日まであった宮崎県宮崎郡の町。大昔には救弐（くに）と呼ばれていた。
2006年1月1日に、隣接する佐土原町、および高岡町とともに、宮崎市に編入合併された。合併後は宮崎市の合併特例区になり、5年後の2011年1月1日に地域自治区へ移行された。

## 歴史
江戸時代は伊東氏飫肥藩清武郷の一か村。

### 近現代
- 1889年5月1日 - 町村制施行に伴い田野村が成立。
- 1948年4月1日 - 東諸県郡高岡町の野崎地区を編入。
- 1948年9月15日 - 東諸県郡高岡町の東原・鹿毛地区を編入。
- 1950年5月3日 - 町制施行。
- 1998年9月14日 - 宮崎郡清武町と境界変更。
- 2005年 - 住居表示を行い、「あけぼの」が設置される。
- 2006年1月1日 - 宮崎市に編入。合併特例区「田野町」となる。
- 2011年1月1日 - 合併特例区の設置期間終了。地域自治区「田野」となる。
- 2018年 - 住居表示を行い、「南原」が設置される。

## 交通

### 鉄道
- 九州旅客鉄道（JR九州）
  - 日豊本線：田野駅、（門石信号場）

### 道路
高速道路
- 宮崎自動車道：田野IC

一般国道
- 国道269号

道の駅
- 田野

## 地理
- 鰐塚山（標高1,118m、絶滅危惧種のヒュウガヒロハテンナンショウが植生）
- 本野原遺跡（もとのばるいせき、西日本最大級の縄文集落）
- 鹿村野地区遺跡（かむらのちくいせき、縄文時代早期から後期までの遺跡）
- 蒼雲橋（そううんきょう、V脚のPCラーメン橋梁としては日本最大級）
- 松山川（まつやまがわ、別府田野川<びゅうたのがわ>とともに化石の採集地）

### 地名
ここでは宮崎市合併後の地名を含めて紹介する。詳細はリンク先参照。
- （甲・乙） - 田野町では大字や丁などの地名がなく、番地の前に甲（南東部）、乙（北西部）をつけて区別していた。郵便番号は甲が889-1701、乙は889-1702。
- あけぼの - 2005年に甲の一部より独立。住居表示(1丁目-4丁目)を実施。郵便番号889-1703。
- 南原 - 宮崎市合併後、2018年に甲・乙の一部から独立。住居表示を実施(1丁目-3丁目)。郵便番号889-1704。

## 地域

### 教育
私立
- 日南学園高等学校宮崎頴学館

町立
- 田野町立田野中学校
- 田野町立田野小学校
- 田野町立七野小学校

## 産業
- 農家一戸あたりの生産額は県内一[要出典]
- 干し大根（漬物用大根）の生産は日本一[要出典]
- 葉たばこの耕作面積は日本一[要出典]

## 伝統芸能
- 雨太鼓
- 棒踊り
- 城攻め踊り

## 出身著名人
- 木村拓也 - プロ野球選手（広島東洋カープなど）
- 伊賀透浩 - 宮崎放送アナウンス部長
木村と伊賀のふたりは田野中学校の同窓生である。
- こんやしょうたろう - アルケミストボーカル

## その他
- 百済王の没地
- 採掘された化石に学名 - タノツブリ（巻貝）、タノスダレ（二枚貝）
- メガロドンの化石を採掘